# Eraldo Volonté
Eraldo Volonté (* 5. Februar 1918 in Mailand; † 23. Oktober 2003 ebendort) war ein italienischer Jazzmusiker (Tenor- und Sopransaxophon, Komposition) und Bandleader.

## Leben und Wirken
Volonté studierte Violine und Klarinette am Conservatorio G. Verdi. Er begann zunächst als Geiger in Tanzorchestern, wechselte aber 1936 zum Saxophon. 1940 arbeitete er mit dem damals bekannten Jazzgeiger Max Springher. Dann wirkte er in Aldo Rossis Orchestra del Momento, einer der wenigen stabilen italienischen Jazzformationen in dieser Zeit, weiterhin bei Enzo Ceraglioni, Gorni Kramer und Bruno Martelli.
1947 gründete Volonté seine eigene Band und erhielt 1949 einen Preis beim Jazzfestival in Florenz; im selben Jahr nahm er mit eigenem Orchester Crescendo in Be-Bop auf. Mit Gil Cuppini und Giampiero Boneschi bildete er ein kurzlebiges Trio. 1957 entstand mit seinem Quintett sein Debütalbum; eigene Gruppen leitete er bis 1976. Zwischen 1956 und 1958 spielte er zudem im Sextett von Glauco Masetti; er nahm mit Pupo De Luca und mit Piero Umilianis Oktett auf, in den 1960er Jahren auch mit dessen Bigband; 1968 holte ihn Giorgio Gaslini ins Studio. In den 1970er Jahren arbeitete er auch mit Giorgio Azzolini und mit Giorgio Buratti zusammen; bis 1974 gehörte er weiterhin zu Bands von Gil Cuppini.
Volontés Spiel kommt in seiner Einspielung von „Zoot“ auf dem Album IIIrd Festival del Jazz del San Remo (1958) zur Geltung. Zu seinen Kompositionen gehören „Eclypso“ (1966) und „Dedicated to Duke Ellington“ (1975).

## Diskographische Hinweise
- Eraldo Volontè Quintetto (Astraphon 1957)
- My Point of View (Durium 1963, mit Renato Sellani, Giorgio Azzolini, Leonello Bionda[2])
- Jazz (Now) in Italy (Equipe 1966, mit Dino Piana, Franco D’Andrea, Giovanni Tommaso, Franco Tonani)
- Free and Loose (Windsor 1968, mit Oscar Valdambrini, Dino Piana, Benoît Charvet, Giorgio Azzolini, Franco Manzecchi)
- Safari (Carosello 1975, mit Guido Manusardi, Dodo Goya bzw. Stefano Cerri, Giancarlo Pillot)